# العلاقات الأندورية الإيرانية
العلاقات الأندورية الإيرانية هي العلاقات الثنائية التي تجمع بين أندورا وإيران.

## مقارنة بين البلدين
هذه مقارنة عامة ومرجعية للدولتين:
| وجه المقارنة                                              | أندورا                                                     | إيران                    |
| --------------------------------------------------------- | ---------------------------------------------------------- | ------------------------ |
| المساحة (كم2)                                             | 468                                                        | 1.65 مليون               |
| عدد السكان (نسمة)                                         | 76.18 ألف                                                  | 79.97 مليون              |
| الكثافة السكانية (ن./كم²)                                 | 16.28 ألف                                                  | 48.47                    |
| العاصمة                                                   | أندورا لا فيلا                                             | طهران                    |
| اللغة الرسمية                                             | اللغة الكتالونية                                           | لغة فارسية               |
| العملة                                                    | يورو                                                       | ريال إيراني              |
| الناتج المحلي الإجمالي (بليون دولار)                      | 3.01 مليار                                                 | 439.51 مليار             |
| الناتج المحلي الإجمالي (تعادل القوة الشرائية) بليون دولار |                                                            | 1.36 تريليون             |
| الناتج المحلي الإجمالي الاسمي للفرد دولار أمريكي          |                                                            |                          |
| الناتج المحلي الإجمالي للفرد دولار أمريكي                 |                                                            |                          |
| مؤشر التنمية البشرية                                      | 0.858                                                      | 0.766                    |
| رمز المكالمات الدولي                                      | +376                                                       | +98                      |
| رمز الإنترنت                                              | .ad                                                        | .ir،                     |
| المنطقة الزمنية                                           | ت ع م+01:00، توقيت وسط أوروبا، ت ع م+02:00، أوروبا/أندورا ‏ | ت ع م+03:30، توقيت إيران |

## منظمات دولية مشتركة
يشترك البلدان في عضوية مجموعة من المنظمات الدولية، منها:
| علم المنظمة | اسم المنظمة                   | تاريخ انضمام أندورا | تاريخ انضمام إيران |
| ----------- | ----------------------------- | ------------------- | ------------------ |
|             | منظمة حظر الأسلحة الكيميائية  | ?                   | ?                  |
|             | يونسكو                        | 20 أكتوبر 1993      | 6 سبتمبر 1948      |
|             | منظمة الشرطة الجنائية الدولية | ?                   | ?                  |
|             | الأمم المتحدة                 | 28 يوليو 1993       | 24 أكتوبر 1945     |

## وصلات خارجية
- موقع وزارة الخارجية الأندورية
- موقع وزارة الخارجية الإيرانية